# George S. Hammond
Pour les articles homonymes, voir Hammond.
George Simms Hammond (22 mai 1921 à Auburn - 5 octobre 2005 à Portland (Oregon)) est un chimiste américain, chercheur à l'Iowa State University puis au California Institute of Technology. Dans son domaine de prédilection, la photochimie, il développa le champ de recherche sur l'interaction entre la lumière et différents composés organiques. Ses travaux lui valurent de nombreuses récompenses, parmi lesquels on peut citer son élection à la National Academy of Sciences en 1963, le Norris Award in Physical Organic Chemistry en 1968, la médaille Priestley en 1976 et la National Medal of Science en 1995. Le postulat de Hammond, parfois appelé postulat de Hammond-Leffler, est basé sur sa publication de 1955 intitulée A Correlation of Reaction Rates.